# Benue (stát)
Benue je jeden ze 36 států Nigérie. Leží na jihu země a jeho hlavním městem je Makurdi. Pojmenován byl po řece Benue, která státem protéká. Vznikl v únoru 1976. V roce 2022 zde žilo asi 6,1 milionu obyvatel. Na severu sousedí se státem Nasarawa, na východě se státem Taraba, na západě se státem Kogi, na jihozápadě se státem Enugu, na jihu se státy Ebonyi a Cross River a na jihovýchodě s hranicí s Kamerunem. Etnicky je stát velmi smíšený, žije zde celá řada různých etnických skupin. Hlavním zdrojem obživy pro většinu obyvatel státu je zemědělství, pěstuje se zde například mango, kukuřice, sójové boby, rýže, sezam nebo rostliny z čeledi arekovité. 